# Бернс (Орегон)
Бернс (англ. Burns) — місто (англ. city) в США, в окрузі Гарні штату Орегон. Населення — 2730 осіб (2020).

## Географія
Бернс розташований за координатами 43°35′18″ пн. ш. 119°3′41″ зх. д. / 43.58833° пн. ш. 119.06139° зх. д. (43.588262, -119.061293).  За даними Бюро перепису населення США в 2010 році місто мало площу 9,19 км², уся площа — суходіл.

### Клімат
| Клімат : Бернс          | Клімат : Бернс | Клімат : Бернс | Клімат : Бернс | Клімат : Бернс | Клімат : Бернс | Клімат : Бернс | Клімат : Бернс | Клімат : Бернс | Клімат : Бернс | Клімат : Бернс | Клімат : Бернс | Клімат : Бернс | Клімат : Бернс |
| Показник                | Січ.           | Лют.           | Бер.           | Квіт.          | Трав.          | Черв.          | Лип.           | Серп.          | Вер.           | Жовт.          | Лист.          | Груд.          | Рік            |
| Абсолютний максимум, °C | 14,4           | 19,4           | 24,4           | 30,0           | 34,4           | 38,9           | 41,7           | 39,4           | 37,8           | 32,8           | 21,7           | 16,1           | 41,7           |
| Середній максимум, °C   | 1,6            | 4,1            | 9,6            | 13,9           | 18,9           | 23,9           | 29,9           | 29,3           | 24,2           | 16,6           | 7,3            | 1,3            | 15,1           |
| Середній мінімум, °C    | −9,6           | −7,7           | −3,7           | −1,6           | 2,4            | 5,4            | 8,6            | 7,2            | 2,4            | −2,5           | −5,8           | −10            | −1,2           |
| Абсолютний мінімум, °C  | −32,8          | −33,3          | −25,6          | −12,2          | −10,6          | −6,1           | −3,9           | −5,6           | −8,3           | −21,7          | −27,2          | −34,4          | −34,4          |
| Норма опадів, мм        | 30             | 26             | 28             | 24             | 31             | 19             | 10             | 9              | 11             | 20             | 30             | 39             | 277            |
| Днів з опадами          | 10,5           | 9,8            | 11,0           | 9,3            | 9,1            | 5,8            | 2,9            | 3,2            | 3,5            | 6,0            | 11,1           | 11,4           | 93,6           |
| Днів зі снігом          | 6,0            | 5,6            | 4,3            | 1,4            | 0,4            | 0              | 0              | 0              | 0              | 0,8            | 5,3            | 7,3            | 31,1           |
| ----------------------- | -------------- | -------------- | -------------- | -------------- | -------------- | -------------- | -------------- | -------------- | -------------- | -------------- | -------------- | -------------- | -------------- |
| Джерело: NOAA           |                |                |                |                |                |                |                |                |                |                |                |                |                |

## Демографія
Згідно з переписом 2010 року, у місті мешкало 2806 осіб у 1280 домогосподарствах у складі 720 родин. Густота населення становила 305 осіб/км².  Було 1490 помешкань (162/км²).
Расовий склад населення:
| - 92,2 % — білих - 2,6 % — корінних американців - 0,7 % — азіатів - 0,3 % — чорних або афроамериканців |

До двох чи більше рас належало 3,3 %. Частка іспаномовних становила 4,7 % від усіх жителів.
За віковим діапазоном населення розподілялося таким чином: 21,5 % — особи молодші 18 років, 59,6 % — особи у віці 18—64 років, 18,9 % — особи у віці 65 років та старші. Медіана віку мешканця становила 44,5 року. На 100 осіб жіночої статі у місті припадало 105,1 чоловіків;  на 100 жінок у віці від 18 років та старших — 100,2 чоловіків також старших 18 років.
Середній дохід на одне домашнє господарство  становив 43 942 долари США (медіана — 34 627), а середній дохід на одну сім'ю — 47 809 доларів (медіана — 34 892). Медіана доходів становила 36 250 доларів для чоловіків та 51 964 долари для жінок. За межею бідності перебувало 21,2 % осіб, у тому числі 41,1 % дітей у віці до 18 років та 11,5 % осіб у віці 65 років та старших.
Цивільне працевлаштоване населення становило 1037 осіб. Основні галузі зайнятості: освіта, охорона здоров'я та соціальна допомога — 22,4 %, сільське господарство, лісництво, риболовля — 18,9 %, публічна адміністрація — 18,0 %.